# 巴氏花鱂
巴氏花鱂，為輻鰭魚綱鯉齒目鯉齒亞目花鳉科的其中一種，分布於中美洲墨西哥至巴拿馬的淡水流域，體長可達7公分，棲息在植被生長茂密的溪流、水塘，屬雜食性，生活習性不明，可作為觀賞魚。

## 擴展閱讀
維基物種上的相關：巴氏花鱂